# Гавришівка (Вінницька міська громада)
Гавриші́вка — село в Україні, у Вінницькій міській громаді Вінницького району Вінницької області.
Поблизу села розташований вінницький аеродром Гавришівка.

## Клімат
Гавришівка знаходиться у зоні помірного континентального клімату. Найтепліший місяць — липень з середньою температурою 17.8 °C (64 °F). Найхолодніший місяць — січень, з середньою температурою -5 °С (23 °F).
| Клімат Гавришівки       | Клімат Гавришівки | Клімат Гавришівки | Клімат Гавришівки | Клімат Гавришівки | Клімат Гавришівки | Клімат Гавришівки | Клімат Гавришівки | Клімат Гавришівки | Клімат Гавришівки | Клімат Гавришівки | Клімат Гавришівки | Клімат Гавришівки | Клімат Гавришівки |
| Показник                | Січ.              | Лют.              | Бер.              | Квіт.             | Трав.             | Черв.             | Лип.              | Серп.             | Вер.              | Жовт.             | Лист.             | Груд.             | Рік               |
| Абсолютний максимум, °C | 11,6              | 17,3              | 22,3              | 29,4              | 32,2              | 35                | 37,8              | 37,3              | 31,5              | 28,6              | 19,9              | 15,4              | 37,8              |
| Середній максимум, °C   | −2                | −1                | 3                 | 12                | 19                | 22                | 24                | 23                | 19                | 12                | 4                 | 0                 | 11                |
| Середня температура, °C | −5                | −4                | 0                 | 7                 | 13                | 17                | 18                | 18                | 13                | 7                 | 1                 | −2                | 6                 |
| Середній мінімум, °C    | −8                | −7                | −3                | 3                 | 8                 | 11                | 13                | 12                | 8                 | 3                 | 0                 | −5                | 2                 |
| Абсолютний мінімум, °C  | −35,5             | −35,5             | −33,6             | −24,2             | −12,7             | −2,8              | 2,5               | 5,2               | 1,5               | −4,5              | −11,4             | −24,6             | −27,2             |
| Норма опадів, мм        | 34                | 33                | 28                | 47                | 62                | 71                | 91                | 70                | 47                | 40                | 43                | 37                | 602               |
| ----------------------- | ----------------- | ----------------- | ----------------- | ----------------- | ----------------- | ----------------- | ----------------- | ----------------- | ----------------- | ----------------- | ----------------- | ----------------- | ----------------- |
| Джерело: Weatherbase    |                   |                   |                   |                   |                   |                   |                   |                   |                   |                   |                   |                   |                   |

## Історія
Під час другого голодомору у 1932–1933 роках, проведеного радянською владою, загинуло 6 осіб.
До адміністративно-територіальної реформи 2020 року було центром Гавришівська сільська рада Вінницького району. З липня 2020 входить до Вінницької міської громади нового Вінницького району

## Населення

### Мова
Розподіл населення за рідною мовою за даними перепису 2001 року:
| Мова            | Кількість | Відсоток |
| --------------- | --------- | -------- |
| українська      | 1677      | 97.96%   |
| російська       | 32        | 1.86%    |
| німецька        | 1         | 0.06%    |
| інші/не вказали | 2         | 0.12%    |
| Усього          | 1712      | 100%     |

## Світлини

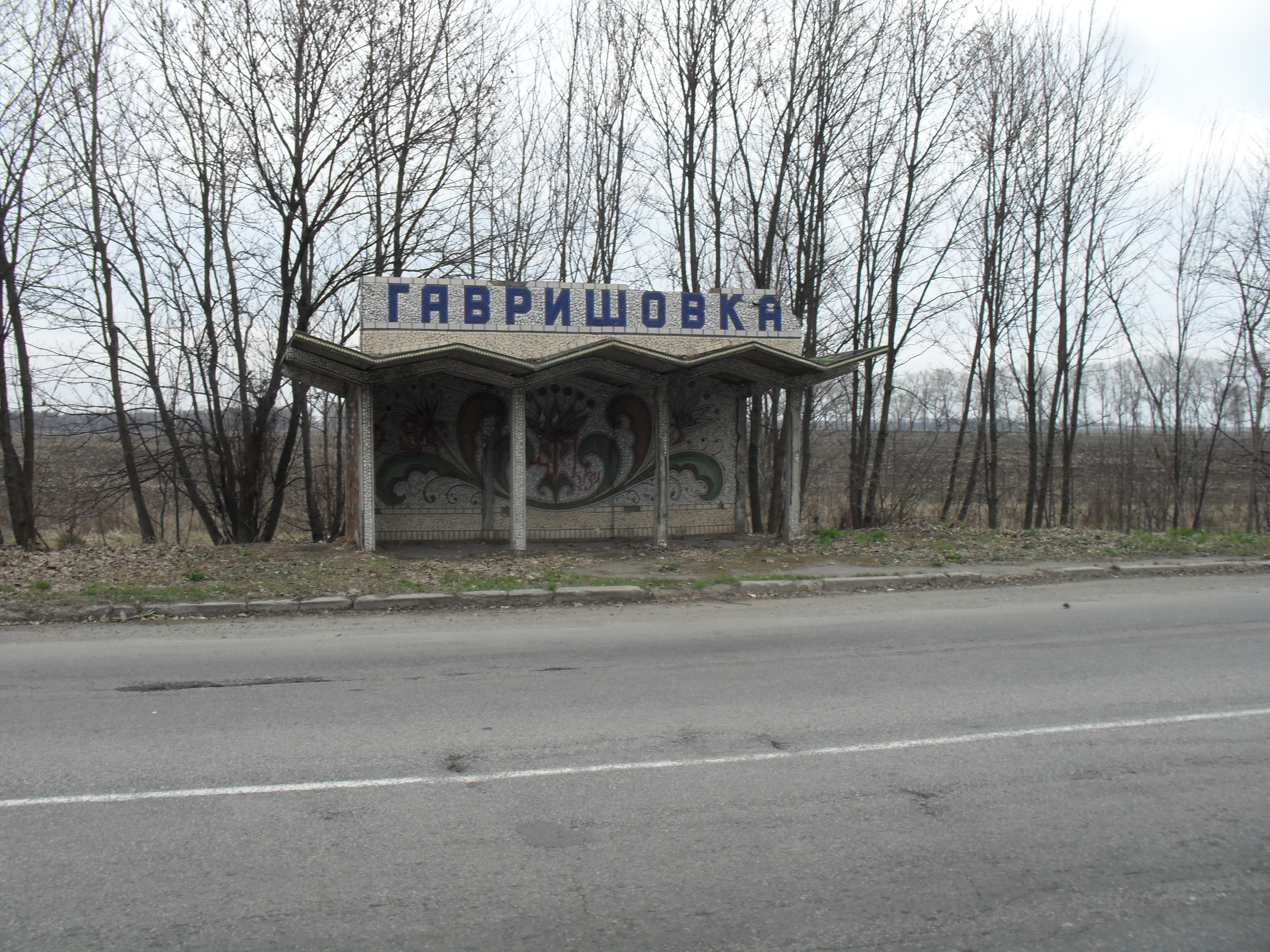
Автобусна зупинка на автодорозі Вінниця-Турбів
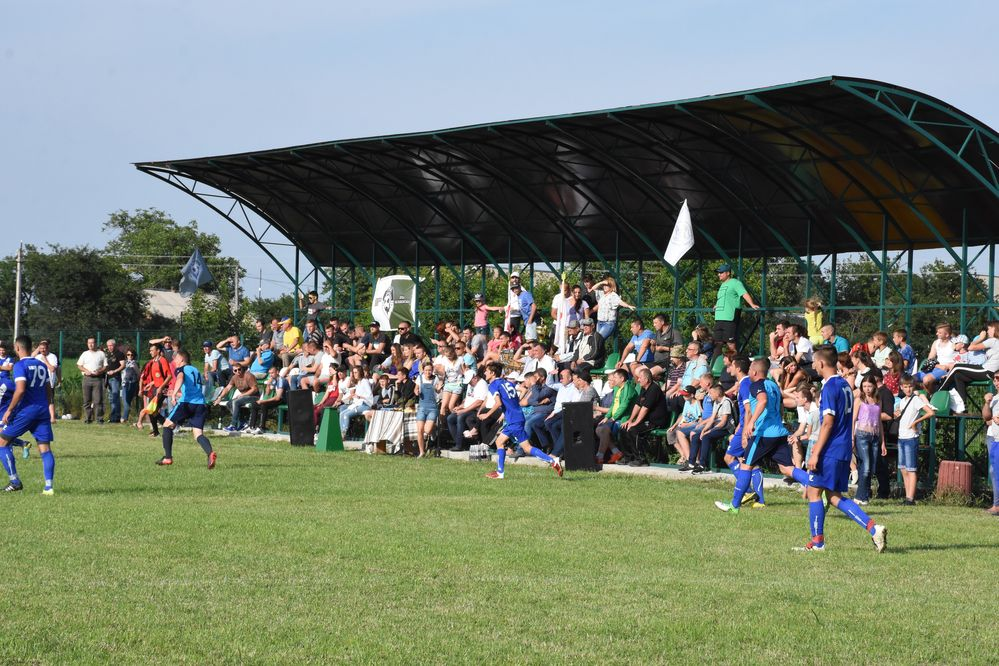
Шкільний стадіон
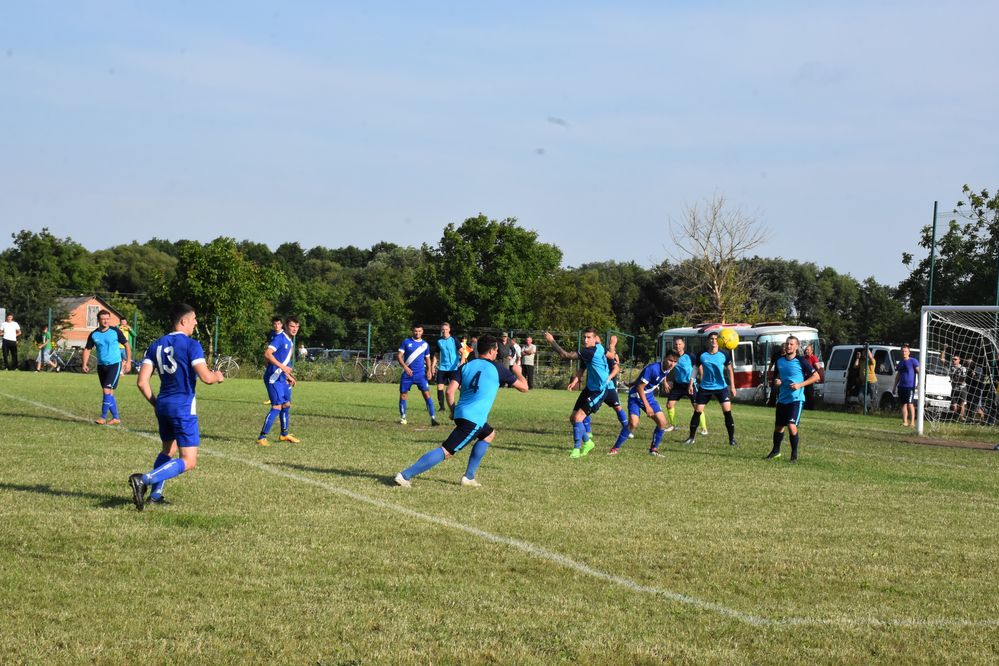
Шкільний стадіон у Гавришівцях